# アサエリ・ツイヴアカ
アサエリ・ツイヴアカ（Asaeli Tuivuaka、1995年12月22日 - ）は、フィジーのラグビー選手。

## プロフィール
- フィジー・ナカヴィカ出身[1]。
- ポジションはウィング(WTB)。
- 身長 175cm、体重 92kg

## 略歴
2021年、東京五輪の7人制フィジー代表に選ばれて金メダル獲得。